# NGC 4502
NGC 4502 é uma galáxia espiral barrada (SBc) localizada na direcção da constelação de Coma Berenices. Possui uma declinação de +16° 41' 17" e uma ascensão recta de 12 horas, 32 minutos e 03,2 segundos.
A galáxia NGC 4502 foi descoberta em 21 de Março de 1784 por William Herschel.